# Tökk
Tökk ("tack") är i nordisk mytologi en jättinna som uppenbarligen är den förklädde guden Loke. Tökk vägrade begråta Balder efter dennes död, vilket ledde till att Hel inte lät Balder återvända från de döda.